# Josef Ackermann (membre de la SA)
Pour les articles homonymes, voir Josef Ackermann et Ackermann.
Josef Ackermann (né le 26 avril 1905 à Arenberg près de Coblence et mort le 5 mars 1997 à Vallendar) est un commerçant allemand, député NSDAP au Reichstag et chef de brigade SA.